# Andreas Kappes
Andreas Kappes (Bremen, 23 de diciembre de 1965-Colonia, 30 de julio de 2018) fue un deportista alemán que compitió en ciclismo en las modalidades de pista, especialista en las pruebas de puntuación y madison y en las carreras de seis días, y de ruta.
Ganó cuatro medallas en el Campeonato Mundial de Ciclismo en Pista entre los años 1996 y 1999, y dos medallas en el Campeonato Europeo de Madison, oro en 2003 y bronce en 1996.
Al concluir la temporada 2007-08, se retiró a Colonia, donde vivió hasta su fallecimiento, ocurrido tras sufrir un shock anafiláctico producido por la picadura de un insecto. En los últimos años ejerció de director deportivo de la Vuelta a Neuss.

## Medallero internacional
| Campeonato Mundial | Campeonato Mundial       | Campeonato Mundial | Campeonato Mundial |
| Año                | Lugar                    | Medalla            | Competición        |
| ------------------ | ------------------------ | ------------------ | ------------------ |
| 1996               | Mánchester (Reino Unido) | Medalla de bronce  | Madison            |
| 1998               | Burdeos (Francia)        | Medalla de plata   | Puntuación         |
| 1998               | Burdeos (Francia)        | Medalla de bronce  | Madison            |
| 1999               | Berlín (Alemania)        | Medalla de bronce  | Madison            |
| Campeonato Europeo |                          |                    |                    |
| Año                | Lugar                    | Medalla            | Competición        |
| 1996               | Zúrich (Suiza)           | Medalla de bronce  | Madison            |
| 2003               | Ámsterdam (Países Bajos) | Medalla de oro     | Madison            |

1. 1 2  Campeonato Europeo realizado sólo para la disciplina de madison.

## Palmarés
| 1986 - 1 etapa de la Vuelta a la Baja Sajonia 1987 - 1 etapa de la Vuelta a Andalucía - 3.º en el Campeonato de Alemania en Ruta 1988 - 1 etapa de la París-Niza - 1 etapa de la Hofbrau Cup - 1 etapa del el Giro de Italia - 2.º en el Campeonato de Alemania en Ruta 1989 - Tour de l'Oise - París-Camembert - 2 etapas de la Vuelta a Suiza - 1 etapa de la Vuelta a la Comunidad Valenciana | 1991 - Omloop Het Nieuwsblad - Trofeo Luis Puig - 1 etapa de la Vuelta a la Comunidad Valenciana - 1 etapa de la París-Niza 1994 - Tour de Berna - 1 etapa de la Vuelta a Suiza - 3.º en el Campeonato de Alemania en Ruta 1995 - 1 etapa de la Hofbrau Cup 1997 - 1 etapa de la Vuelta a Renania-Palatinado 1999 - 1 etapa de la Vuelta a Alemania |

## Resultados en Grandes Vueltas y Campeonatos del Mundo
| Carrera         | 1987 | 1988  | 1989 | 1990  | 1991 | 1992  | 1993  | 1994 | 1995  | 1996 | 1997 | 1998 | 1999 | 2000 | 2001 |
| --------------- | ---- | ----- | ---- | ----- | ---- | ----- | ----- | ---- | ----- | ---- | ---- | ---- | ---- | ---- | ---- |
| Giro de Italia  | 26.º | Ab.   | -    | -     | -    | 121.º | 124.º | -    | 106.º | -    | -    | -    | -    | -    | -    |
| Tour de Francia | -    | 110.º | 96.º | 136.º | 65.º | 128.º | -     | -    | -     | -    | -    | -    | -    | -    | -    |
| Vuelta a España | -    | -     | -    | -     | -    | -     | -     | -    | -     | -    | -    | -    | -    | -    | -    |
| Mundial en Ruta | 17.º | 50.º  | 24.º | 8.º   | 49.º | -     | 13.º  | 46.º | -     | -    | -    | -    | -    | -    | -    |

| —: No participó | Ab: Abandono |